# Elizabeth Bragg
Elizabeth Bragg (San Francisco, 23 de abril de 1854 - 10 de noviembre de 1929) es una ingeniera estadounidense. Fue la primera mujer en obtener el título de ingeniería civil en una universidad norteamericana.

## Biografía
Criada en el seno de una familia burguesa, Elizabeth Bragg fue una de los nueve hijos de Robert Bragg y Mary Bragg, de Philbrook. Su padre era un importante constructor de barcos en San Francisco. Tres de sus hermanos entraron en el negocio familiar, mientras Elizabeth y sus hermanas estudiaron una carrera universitaria en ciencia o ingeniería.
En 1876, Elizabeth Bragg se licenció en ingeniería civil por la Universidad de California en Berkeley. Se convirtió así en la primera estadounidense que obtuvo el título de ingeniera.
En 1888 se casó con George Cumming, ingeniero civil de la Compañía Ferroviaria del Pacífico Sur. Elizabeth Bragg nunca trabajó como ingeniera.